# Optimización de topología multifase
La Optimización de Topología Multifase (OPTM) es una técnica de simulación basada en el método de elementos finitos capaz de determinar la distribución óptima de componentes de dos o más materiales bajo cargas térmicas y mecánicas.
El objetivo de la optimización es minimizar la energía elástica de los componentes. La Optimización de Topología convencional que simula la mineralización de adaptación del hueso tiene la desventaja del continuo cambio de masa en el proceso de crecimiento del hueso. La OPTM, en cambio, conserva la concentración inicial del material y utiliza métodos adaptados a dinámicas moleculares para hallar la energía mínima. Mediante la aplicación del OPTM a componentes cargados mecánicamente con un gran número de materiales de diversa densidad, los resultados de la optimización manifiestan porosidades graduadas y en ocasiones de distribución anisotrópica, los cuales simulan la estructura natural del hueso. Ello posibilita el diseño de micro y macro-estructuras de un componentes mecánico en un solo paso. Este método utiliza las últimas técnicas de prototipado rápido, impresión en 3D y sinterizado láser para producir componentes rígidos de bajo peso con porosidades calculadas con OPTM.
- Datos: Q6934847